# HERTZ II〜ハートのKey Station〜
『HERTZ II〜ハートのKey Station〜』（ヘルツセカンド ハートのキーステーション）は、小森まなみ2作目のアルバムである。1987年8月21日、スターチャイルドより発売された。1993年4月30日に再発売されている。

## 解説
- 「HERTZ」シリーズ三部作・第2弾。今作はレコード・カセット・CDが同時発売となった。なおCDは1993年4月30日に再販されている。
- 全曲小森本人が作詞を手掛けており以後小森自身がほとんどの曲で作詞を手掛けるようになる、またCDには荒川和久作詞による「ガラスのダイアリー」が追加収録されている。
- 前作に引き続き、編曲を全曲馬飼野康二が担当し、作曲にも様々なアーティストが参加している。

## 収録曲

### LP・CT

#### A面
| 全作詞: 小森まなみ、全編曲: 馬飼野康二。 |                              |            |                        |      |
| #                                        | タイトル                     | 作詞       | 作曲                   | 時間 |
| 1.                                       | 「ハートのKey Station」      | 小森まなみ | 辻仁成（ECHOES）       | 4:04 |
| 2.                                       | 「両手いっぱい菜の花にして」 | 小森まなみ | 木根尚登（TM NETWORK） | 5:14 |
| 3.                                       | 「BUDDY」                    | 小森まなみ | 伊藤銀次               | 3:54 |
| 4.                                       | 「カモミールの午後」         | 小森まなみ | 沖山優司               | 4:40 |
| 5.                                       | 「HAPPY BIRTHDAY」           | 小森まなみ | 楠瀬誠志郎             | 4:15 |
| 合計時間:                                | 合計時間:                    | 合計時間:  | 22:07                  |      |

#### B面
| 全作詞: 小森まなみ、全編曲: 馬飼野康二。 |                             |            |            |      |
| #                                        | タイトル                    | 作詞       | 作曲       | 時間 |
| 1.                                       | 「君のルール」              | 小森まなみ | PANTA      | 4:28 |
| 2.                                       | 「魔法のルーペ」            | 小森まなみ | 馬飼野康二 | 4:53 |
| 3.                                       | 「港にて…」                 | 小森まなみ | 池間史規   | 4:28 |
| 4.                                       | 「HERTZ〜電波の天使たち〜」 | 小森まなみ | 池間史規   | 3:15 |
| 5.                                       | 「Beginning from Good-Bye」 | 小森まなみ | 馬飼野康二 | 4:44 |
| 合計時間:                                | 合計時間:                   | 合計時間:  | 21:48      |      |

### CD
| 全編曲: 馬飼野康二。 |                                            |            |                        |       |
| #                    | タイトル                                   | 作詞       | 作曲                   | 時間  |
| 1.                   | 「ハートのKey Station」                    | 小森まなみ | 辻仁成（ECHOES）       | 4:04  |
| 2.                   | 「両手いっぱい菜の花にして」               | 小森まなみ | 木根尚登（TM NETWORK） | 5:14  |
| 3.                   | 「BUDDY」                                  | 小森まなみ | 伊藤銀次               | 3:54  |
| 4.                   | 「カモミールの午後」                       | 小森まなみ | 沖山優司               | 4:40  |
| 5.                   | 「HAPPY BIRTHDAY」                         | 小森まなみ | 楠瀬誠志郎             | 4:15  |
| 6.                   | 「君のルール」                             | 小森まなみ | PANTA                  | 4:28  |
| 7.                   | 「魔法のルーペ」                           | 小森まなみ | 馬飼野康二             | 4:53  |
| 8.                   | 「港にて…」                                | 小森まなみ | 池間史規               | 4:28  |
| 9.                   | 「HERTZ－電波の天使たち－」                | 小森まなみ | 池間史規               | 3:15  |
| 10.                  | 「Beginning from Good-Bye」                | 小森まなみ | 馬飼野康二             | 4:44  |
| 11.                  | 「ガラスのダイアリー〜永遠の少女たちへ〜」 | 荒川和久   | 馬飼野康二             | 4:47  |
| 合計時間:            | 合計時間:                                  | 合計時間:  | 合計時間:              | 48:42 |